# Bokermannohyla hylax
A Bokermannohyla hylax a kétéltűek (Amphibia) osztályának békák (Anura) rendjébe és a levelibéka-félék (Hylidae) családjába tartozó faj. A faj korábban a Hyla nemzetségbe tartozott, egy nemrégen történt felülvizsgálat eredményeképpen került át a Bokermannohyla nembe.

## Előfordulása
A faj Brazília endemikus faja. Természetes élőhelye a szubtrópusi vagy trópusi nedves síkvidéki erdők és folyók. A fajt élőhelyének elvesztése fenyegeti.

## Természetvédelem
A faj több természetvédelmi területen belül is megtalálható. Nemrégiben kimutatták, hogy a fajt megfertőzte a Batrachochytrium dendrobatidis gomba.